# Xã Douglas Grove, Quận Custer, Nebraska
Xã Douglas Grove (tiếng Anh: Douglas Grove Township) là một xã thuộc quận Custer, tiểu bang Nebraska, Hoa Kỳ. Năm 2010, dân số của xã này là 97 người.